# Pont du Salbit
Le pont du Salbit (allemand : Salbitbrücke) est une passerelle piétonne d'altitude située dans les Alpes et le canton d’Uri en Suisse.

## Lieu
Le pont se trouve sur un flanc sud du Salbitschijen. Le chemin menant au pont du Salbit prend 4 à 5 heures avec un degré de difficulté de T4. Le pont est accessible depuis deux cabanes du Club alpin suisse celle de Salbit et celle de Voralp.

## Informations et données
La forme est inspirée de celle des ponts népalais dans l'Himalaya.
Le pont a été construit avec des éléments récupérés de l'ancienne passerelle de Trift dans le canton de Berne.

## Galerie

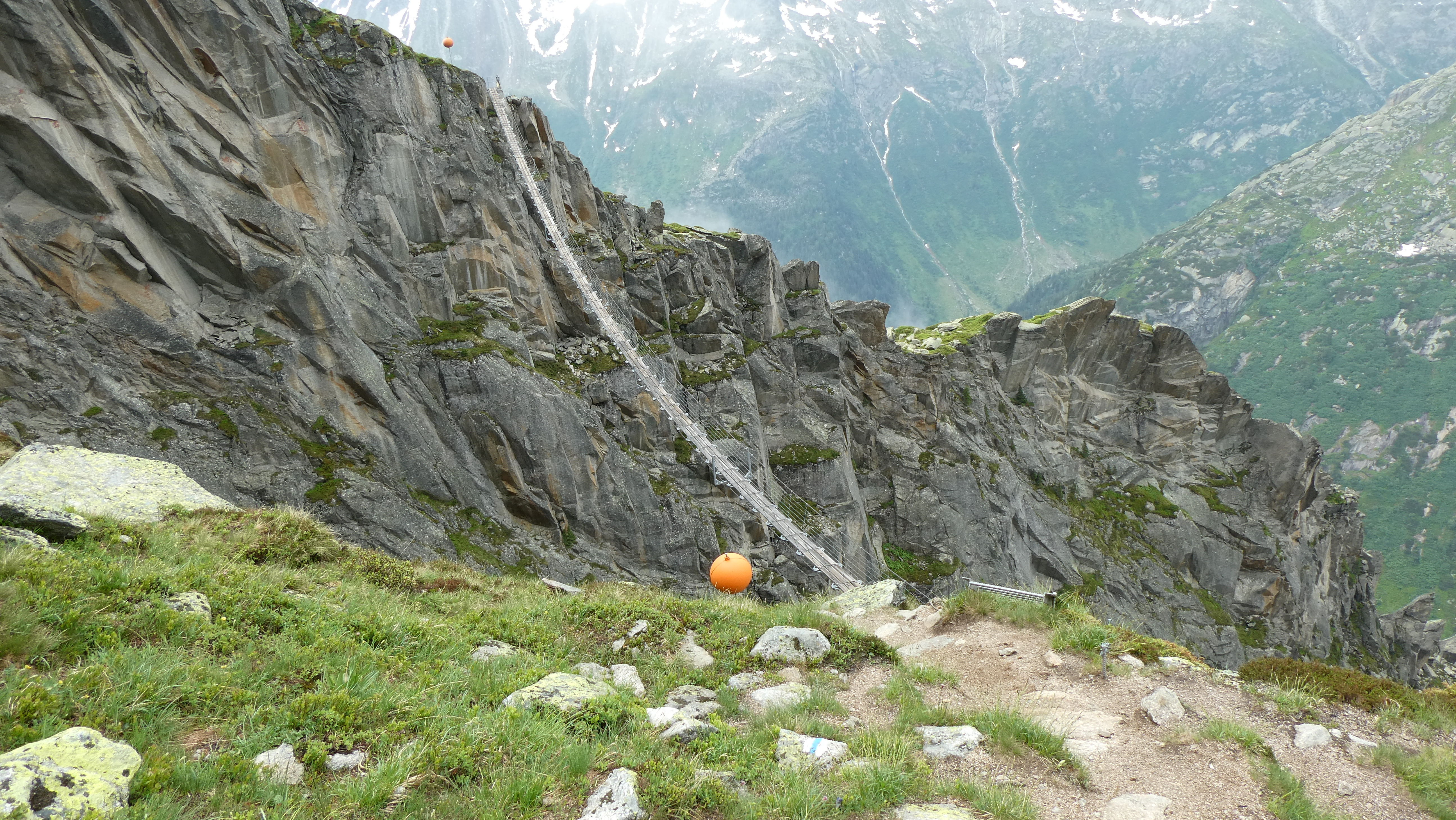
Vu de l'ouest
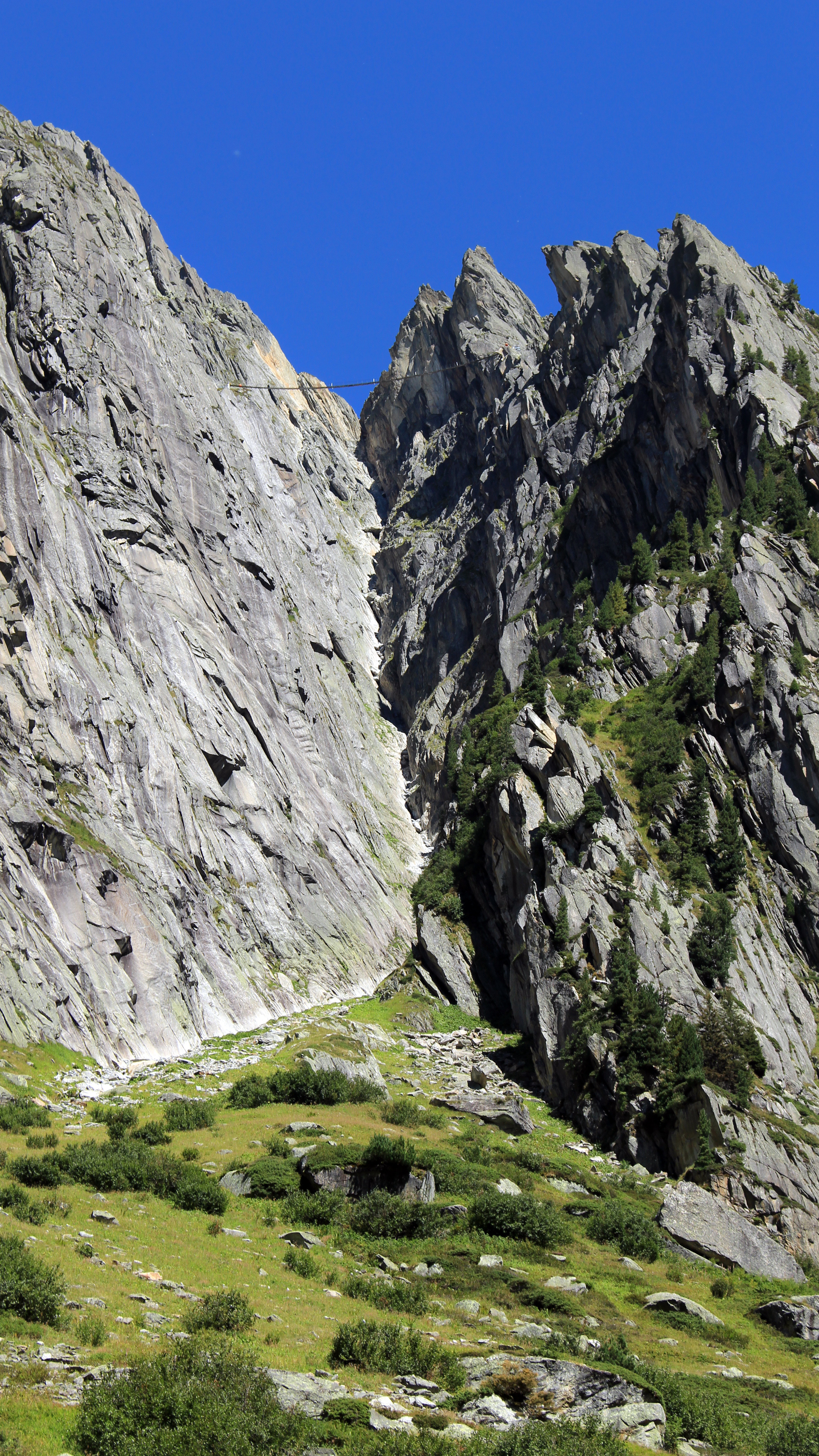
De dessous